# Lafon (Soudan du Sud)
Pour les articles homonymes, voir Lafon.
Lafon est une ville du Soudan du Sud, dans l'État fédéré de l'Équatoria-Oriental et le siège du Comté de Lafon. Les habitants appartiennent au groupe ethnique des Pari. Lafon Hill est une petite élévation rocheuse qui s'élève brusquement de la plaine environnante. Elle est couverte de villages Pari élevés en terrasses. L'élevage des bovidés est le mode de vie traditionnel de cette population.